# Gregory Jacobs
Gregory Jacobs est un réalisateur, scénariste et producteur américain. C'est un collaborateur régulier de Steven Soderbergh.

## Filmographie

### Réalisateur
- 2004 : Criminal
- 2007 : Wind Chill
- 2015 : Magic Mike XXL

### Scénariste
Dans les sections Scénariste et Producteur, les films dont le réalisateur n’est pas précisé sont de Jacobs.

#### Cinéma
- 2004 : Criminal (coécrit avec Steven Soderbergh, remake du film Les Neuf Reines de Fabián Bielinsky)
- 2015 : Viens avec moi de Daniel Alfredson (coécrit avec Joseph Gangemi, d'après le roman Go with Me (en) de Castle Freeman, Jr.)

#### Télévision
- 2014-17 : Red Oaks de David Gordon Green

### Producteur
Sauf précision de son rôle joué dans la production de des films ci-dessous, Jacobs est le producteur de ces films.

#### Cinéma
- 1995 : Before Sunrise de Richard Linklater : Producteur associé
- 2002 : Full Frontal de Steven Soderbergh
- 2002 : Solaris de Steven Soderbergh : Producteur délégué
- 2004 : Criminal
- 2004 : Eros de Michelangelo Antonioni, Steven Soderbergh et Wong Kar-wai : Producteur (du segment Équilibre)
- 2004 : Ocean's Twelve de Steven Soderbergh : Coproducteur
- 2005 : Bubble de Steven Soderbergh
- 2006 : The Good German de Steven Soderbergh
- 2007 : Ocean's Thirteen de Steven Soderbergh : Producteur délégué
- 2008 : Che de Steven Soderbergh : Producteur délégué
- 2009 : Girlfriend Experience de Steven Soderbergh
- 2009 : The Informant! de Steven Soderbergh
- 2011 : Contagion de Steven Soderbergh
- 2012 : Piégée de Steven Soderbergh
- 2013 : Effets secondaires de Steven Soderbergh
- 2014 : Edge of Tomorrow de Doug Liman
- 2015 : Magic Mike XXL
- 2015 : Viens avec moi de Daniel Alfredson
- 2017 : Cars 3 de Brian Fee
- 2017 : Logan Lucky de Steven Soderbergh
- 2019 : The Laundromat : L'Affaire des Panama Papers de Steven Soderbergh
- 2020 : La Grande Traversée de Steven Soderbergh
- 2022 : Dog de Reid Carolin et Channing Tatum
- 2023 : Magic Mike : Dernière danse (Magic Mike's Last Dance) de Steven Soderbergh
- 2025 : The Insider (Black Bag) de Steven Soderbergh

#### Télévision
- 2006 : Superscience : Producteur (épisode Forensics Under Fire)
- 2013 : Ma vie avec Liberace de Steven Soderbergh
- 2014-15 : The Knick de Steven Soderbergh : Producteur délégué (20 épisodes)
- 2014-17 : Red Oaks de David Gordon Green : Producteur délégué (20 épisodes)

## Distinctions
- Primetime Emmy Award de la meilleure mini-série ou du meilleur téléfilm pour Ma vie avec Liberace[1]
- Producers Guild of America Award de la meilleure mini-série ou du meilleur téléfilm pour Ma vie avec Liberace[2]